# Suwart
Suwart – stare anglonormańskie, germańskie lub pochodzące z jidysz nazwisko występujące w kilku krajach na świecie, w tym w Polsce (ok. 220 osób).
Nazwisko Suwart na gruncie polskim pojawia się po raz pierwszy w wykazie szkockich i angielskich najemników miasta Gdańska do walki ze Stefanem Batorym (XVI wiek) – dokument podaje wówczas najemnika Charlesa Suwarta. 
Od XVI stulecia na terenie starostwa piotrkowskiego pojawiają się także osadnicy o nazwisku Suwart, posiadający młyny nad rzeką Luciążą, m.in. młyn Turlej. Identyfikowani są przez historyków bądź z osadnikami z Wysp Brytyjskich, bądź z mennonitami z Niderlandów, tzw. Olędrami. Dobra te zostają im odebrane w czasie zaboru rosyjskiego, po czym rodzina ulega pauperyzacji i rozproszeniu po Królestwie Polskim, z czasem też na pozostałych terenach polskich. Dziś w Polsce żyje około 220 osób noszących nazwisko Suwart, w tym najwięcej pod Piotrkowem Trybunalskim, w Łodzi, Warszawie i Poznaniu. Współcześnie na świecie osoby o nazwisku Suwart występują w: Polsce, Wielkiej Brytanii, Stanach Zjednoczonych, Pakistanie, Tajlandii, Japonii, Turcji, Nowej Zelandii i Australii.
Istnieje przynajmniej sześć hipotez dotyczących nazwiska Suwart:
1. Jeden z najstarszych wywodów onomastycznych dotyczących nazwiska Suwart, wyprowadza je od imienia półlegendarnego germańskiego władcy Saksonii - Suwarta. Wydana w 1687 r. w Norymberdze dla elektora Saksonii Jana Jerzego IV księga genealogiczna władców Saksonii "Chur- und fürstlicher sächsischer Helden Saal...", podaje nazwisko Suwart (także w wariantywnej wersji: Suward) jako imię własne germańskiego księcia Saksonii z 100 roku po Chrystusie (Suwart, Fürst der Sachsen), syna księcia Swartike II (Svertingus - według Tacyta). Pochodzenie tego nazwiska opracowane jest w niniejszym starodruku przez XVII-wiecznych niemieckich genealogów królewskich na podstawie słynnej "Germanii" (łac. "De Origine et situ Germanorum", dosłownie "O pochodzeniu i kraju Germanów") czyli pierwszej w dziejach etnograficznej rozprawy o ludach żyjących poza Imperium Romanum, autorstwa Publiusza Korneliusza Tacyta, jednego z najbardziej znanych kronikarzy rzymskich. Oznacza to, że znany już u Tacyta zapis nazwy własnej SUWART (var. SUWARD)/ SIGVARDUS może mieć rodowód sięgający niemal 2000 lat. 
2. Nazwisko Suwart (lub w odmianach wariantywnych) noszą potomkowie earla Nortumbrii Siwarda (strłac. Sywardii, Sywartii), który jako jeden z wojowników duńskich wziął udział w ekspansji germańskich Anglów na Wyspy Brytyjskie i kolonizacji tych terytoriów; Suwart (dun. Sivard) jest starym nazwiskiem anglogermańskim, zmodyfikowanym później w toku kolonizacji wysp brytyjskich i unifikacji z żyjącymi tam rodami możnowładczymi (późniejszą arystokracją); 
3. Po raz pierwszy nazwisko Suwart pojawia się w herbarzu rycerstwa angielskiego (anglonormańskiego) z przełomu XIII i XIV wieku; herbowy rycerz Richart Suwart (Richard Siward) brał udział u boku króla Anglii Edwarda I Długonogiego w zdobyciu twierdzy Caerlaverock i ujarzmieniu Szkocji. Jak podaje publikacja heraldyczna "The roll of arms, of the princes, barons, and knights who attended King Edward I to the seige of Caerlaverock in 1300", Richard Suwart wydaje się z pochodzenia Szkotem, który wahał się pomiędzy lojalnością wobec Szkocji a wiernością wobec Anglii. W 1292 r. był w kompanii króla Anglii Edwarda, który uczynił go gubernatorem zamków Dumfries, Wigtown i Kirkcudbright, a w 1294 r. był zobowiązany do udziału u boku monarchy w jego wyprawie do Walii. Pomiędzy tymi dwoma wydarzeniami, Suwart poślubił siostrę Simona Fresel, innego z angielskich baronów, towarzyszących królowi Edwardowi. Kiedy jednak w kwietniu 1296 r. słyszymy o Suwarcie ponownie był przeciwko Anglii, za co stał się jednym z jeńców na zamku w Dunbar. Uzyskał wolności przez ponowną akceptację dla spraw Edwarda I i kontynuował służbę pełen gorliwości i w dobrej wierze, pozyskując ponownie zaufanie królewskie. Jego usługi były kontynuowane za czasów Edwarda II, z nominacji którego był namiestnikiem Dumfries w 1309 roku. Przypuszcza się, że Richart Suwart wkrótce zmarł, bo po tym roku nie ma już więcej śladów na jego temat. 
4. Nazwisko Suwart jest zmienioną na gruncie polskich zapisów wersją starego nazwiska Stewart czyli nazwiska rozgałęzionych szkockich rodów i klanów.
Według tradycji Stewartowie pochodzą od rycerza bretońskiego, osiadłego w XI w. w Szkocji. Został on obdarowany urzędem Wielkiego Stewarda Szkocji, przekazanym następnie potomkom, co z czasem dało początek nazwisku rodowemu Stewart (w zanglizowanej wersji Stuart, na gruncie polskim od XVI wieku jako Suwart).
Walter Stewart (1293-1326), 6. Wielki Steward Szkocji ożenił się z najstarszą córką króla Roberta I, dzięki czemu jego syn mógł objąć tron jako Robert II Stewart. Dynastia Stuartów panowała w Szkocji, a od 1603 r. również w Anglii do 1714 r. W Polsce osiedlili się potomkowie jednej z linii bocznych, wywodzących się od Waltera Stewarta, 6. Wielkiego Stewarda Szkocji. 
Inni potomkowie Wielkich Stewartów osiedlili się w Wyżynnej Szkocji (Highlands) dając początek kilku góralskim klanom, m.in.:
Stewart of Appin;
Stewart of Atholl;
Stewart of Ardvorlich;
Stewart of Garth;
Stuart of Bute.
Dzięki pokrewieństwu z panującą dynastią różne gałęzie rodu otrzymywały bogate nadania i tytuły dając początek wielu arystokratycznym rodom, m.in. markizom of Bute, markizom of Moray, hrabiom of Atholl, hrabiom of Mar.
5. Profesor Kazimierz Rymut, w swym „Słowniku historyczno etymologicznym. Nazwiska Polaków” podaje nazwisko Suwart bez daty źródłowej, wywodząc je od niemieckiej nazwy osobowej Schuwart, tę od Schubert, a to z kolei od średnio-wysoko-niemieckiego schuoawürthe 'szewc'. Nazwisko to rozpowszechniało się z zachodu na tereny polskie wraz z osadnikami niemieckimi.
6. Zgermanizowana wersja nazwiska Żydow polskich, rosyjskich i ze Strefy Osiedlenia w Cesarstwie Rosyjskim, pokrewna z nazwiskami Sward, Swart, Sfard. Nazwisko wywodzone jest od hebrajskiego słowa Sfarad oznaczającego Hiszpanię, co oznacza, że przodkowie Żydów o nazwisku Sfard, alias Sward, alias Suwart byli Żydami sefardyjskimi. W XIX wieku na Podolu i Wołyniu żyło kilkunastu rabinów i cadyków o podobnie brzmiących nazwiskach.

## Źródła i bibliografia
1. "Chur- und füstlicher sächsischer Helden Saal...", Norymberga 1687, Staatsbibliothek Bayern strona ze starodruku zdigitalizowanego w Bibliotece Uniwersytetu w Halle; dostęp: 12.5.2011 r.
2. Kazimierz Rymut, Słownik nazwisk używanych w Polsce na początku XXI wieku, GenPol Tomasz Nitsch, Kraków 2003 - Warszawa 2005, ISBN 83-60340-00-5.
3. Kazimierz Rymut, Nazwiska Polaków. Słownik historyczno-etymologiczny, Wydawnictwo Naukowe PWN, Kraków 2001.
4. Aelred z Rievaulx, Life of St. Edward the Confessor, tłumaczenie na język angielski Fr. Jerome Bertram, St. Augustin Press, ISBN 1-901157-75-X
5. AGAD, Siglium Pomeraniae, XVII/l.12
6. Simpson, David, The Genealogical and Chronological History of the Stuarts, Edinburgh, 1713.
7. Burke, Messrs., John and John Bernard, The Royal Families of England Scotland and Wales, with Their Descendants &c., London, 1848, volume 1, pedigree LXVIII, and volume 2 (1851) page xlvi.
8. The roll of arms, of the princes, barons, and knights who attended King Edward I to the seige of Caerlaverock, in 1300, edited from the manuscript in the British Museum, with a translation and notes, by Thomas Wright Esq.London, John Camden Hotten, Piccadilly, 1864.
9. Joanna Nalewajko-Kulikow, "Obywatel Jidyszlandu", Warszawa 2009,  ISBN 978-83-7543-064-6